# Roberto Rufino
Roberto Rufino fue un cantor y compositor argentino de tango que nació el 6 de enero de 1922 en la ciudad de Buenos Aires, Argentina y falleció en la misma ciudad el 24 de febrero de 1999. Fue conocido como "El Pibe del Abasto" o "El Pibe Terremoto" y cantó con reconocidas orquestas como las de Anselmo Aieta, Carlos Di Sarli, Enrique Mario Francini, Armando Pontier, Miguel Caló y Aníbal Troilo, además de hacerlo como solista.

## Primeros años
Nació en Agüero 783, en el barrio del Abasto y sus padres fueron Lorenzo Rufino, un matarife del Mercado de Abasto, y Agustina Guirin. Si bien nació el 6 de enero, figura inscripto como nacido el 8. Debutó profesionalmente en 1935  en el Café El Nacional, de Montevideo y Corrientes, como vocalista de la orquesta de Francisco Rosse y poco después pasó a cantar con la orquesta de Antonio Bonavena en el Petit Salón. 
Siguió después con otras orquestas: la de Camilo Tarantini, de José "Natalín" y de Anselmo Aieta, y dejó el tercer año de bachillerato que estaba cursando.

## Carrera profesional
En 1939 –cuando tenía 17 años- a instancias del representante de Carlos Di Sarli que le había oído cantar, el músico le compró un traje de pantalones largos, - Rufino venía de un hogar humilde y usaba pantalones cortos- lo integra a su orquesta, lo presenta en Radio El Mundo y en el cabaret Moulin Rouge y el 11 de diciembre de 1939 graban para RCA Víctor el tango Corazón, de Di Sarli y Héctor Marcó y Milonga del sentimiento. Luego siguieron grabando –llegó en esa etapa a 46 piezas, un historial sin precedentes para sus 21 o 22 años- y dejó momentáneamente a Di Sarli para cantar con las orquestas de Alfredo Fanuele (1941) –en una gira por Chile donde actuó en el local "Maracaibo" de Santiago de Chile, y Emilio Orlando (1942), con quien trabajó compartiendo el rubro vocal con Alberto Marino en el "Palermo Palace" de Godoy Cruz y Santa Fe y en el programa Ronda de ases por Radio El Mundo.
En 1943 volvió con Di Sarli y el 17 de diciembre de ese año se registró el tango Boedo y San Juan, última grabación de la dupla Di Sarli - Rufino.
Cuando en 1944 se independizó y para acompañarlo en LR3 Radio Belgrano, donde se lo llamó "El Actor del Tango", formó una orquesta que primero fue conducida por el pianista Atilio Bruni, luego por el bandoneonista Antonio Ríos, más tarde por Alberto Cámara y, en Uruguay, por Porfirio Díaz. En 1947 Rufino cubrió durante dos años la ausencia de Alberto Podestá, en la orquesta Francini-Pontier, después participó en dos cortos musicales y actuó por poco tiempo con Miguel Caló, ya en 1950.
En 1950 Rufino le propuso a Armando Cupo que organizara y dirigiera una orquesta para acompañarlo a él como solista. Así lo hace Cupo, incorporando a prestigiosos músicos: Elvino Vardaro, Tato Besprovan, Atilio Blanco, Fidel De Luca y Emilio Fariñas en los violines; Edelmiro D’Amario, Pascual Mamone, José Dames y Luciano Leocata en los bandoneones,  Alcides Rossi en contrabajo y Armando Cupo en la dirección y en el piano. La mayoría de los músicos había participado en las grabaciones realizadas con Rufino y Mamone oficiaba de arreglista. Grabaron diez temas para el reciente sello discográfico Orfeo y los dos primeros, Tangueando te quiero y Flor campera, son de antología.
Entre 1952 y 1954 fue cantor de Roberto Caló; compartiendo en 1958 el cartel con Elsa Rivas y Leopoldo Federico, y luego siguió como solista, salvo breves intervenciones con Francini (1957), Pontier (1961-1962), con el que actuó en la televisión y en Radio Belgrano además de grabar para CBS Columbia. Aníbal Troilo - que lo consideró una de las voces más apreciadas de los escenarios argentinos de esa época- lo suma a su orquesta, en la cual grabó 11 temas (1962-1965). Grabó además con Miguel Caló (1966).
En 1959 actuó con su orquesta, en la que Mario De Marco dirigía y hacía los arreglos, en Radio El Mundo y en bailes populares los domingos. Al año siguiente lo hace en el cabaré Marabú y también en Radio Mitre. En 1959 grabó con Leo Lipesker, sobre arreglos de Luis Stazo.  
Posteriormente, actuó en Caño 14 acompañado por el Cuarteto Trío, dirigido por Walter Ríos y como cantor invitado de Horacio Salgán, Osvaldo Pugliese, José Basso y Héctor Stamponi. Continuó su trabajo en estudio de grabaciones con las Orquestas Típicas de Baffa-Berlingieri (1969 RCA Victor); Raúl Garello (1970 RCA Victor) ; Osvaldo Requena (1973 Microfón); Alberto Di Paulo (1974 BGH) y finalmente Omar Valente (1982 Micronda). 
En 1993  ofreció un memorable recital en el Teatro "Martín Fierro", ubicado en el Paseo del Bosque, de La Plata, en el cual ovacionaron a esa voz todavía fresca y melodiosa.

## Actuación como cantante melódico
Una faceta curiosa de la carrera de Rufino fue su actuación por poco tiempo como cantante melódico, bajo el seudónimo de Bobby Terré, con el que, grabó entre 1957 y 1960, en tanto hacía  actuaciones con público en la sala mayor de Radio El Mundo,  usando una máscara y presentándose como "El enmascarado Bobby Terré" para mantener oculta su identidad. De esa época se destacaron sus interpretaciones de Adiós, adiós, adiós..., El teléfono, Vuelve, amor y La luna y el sol.  

## Compositor y letrista
Compuso muchas obras: Muchachos, arranquemos para el centro, Eras como la flor, ¡Cómo nos cambia la vida!, ¡Calla!, Destino de flor", Dejame vivir mi vida, La novia del suburbio, Soñemos, Tabaco rubio, Quién lo habría de pensar, , No hablen mal de las mujeres, Los largos del pibe, En el lago azul, Carpeta, La calle del pecado, Julián Tango, Manos adoradas, Porque te sigo queriendo, ¡Qué quieren, yo soy así!, Lita, Boliche, entre otras, en colaboración con músicos y letristas entre los que están Roberto Casinelli, Manolo Barros, Mario César Arrieta, Marvil, Roberto Caló, Cholo Hernández, Julio Navarrine, Héctor Marcó, Horacio Sanguinetti, Reinaldo Yiso, Ángel Cabral, Alberto L. Martínez y Alejandro Romay, expropietario de Canal 9 que fue junto con Rufino el primer concesionario de Radio Libertad.
Entre las orquestas y agrupaciones que grabaron temas suyos están las de Carlos Di Sarli, Osvaldo Pugliese, Aníbal Troilo, José Basso, Miguel Caló, Juan D´Arienzo, Alfredo de Angelis, Francini-Pontier, Alfredo Gobbi, Francisco Rotundo, Osvaldo Tarantino, Héctor Varela, Cuarteto Color Tango (Amilcar Tolosa), Varela-Varelita, Los Huayras y La Sonora Kalingo, entre otras. 
A su vez, interpretaron temas de su autoría Oscar Alonso, Edmundo Rivero, Julio Sosa, Floreal Ruiz, Alberto Castillo, Ángel Vargas, Roberto Goyeneche, Enrique Campos, Aldo Calderón, Gloria Díaz, Alfredo del Río, Rocío Dúrcal, Argentino Ledesma, Alberto Marino, Nina Miranda, Héctor Mauré, Miguel Montero, Jorge Valdez y Sandro, entre otros.

## Valoración
Se destacaron sus interpretaciones de tangos como Corazón, Decime qué pasó, Necesito olvidar, Cosas olvidadas, Mañana zarpa un barco, El bazar de los juguetes, Cómo nos cambia la vida, Charlemos, Cornetín, entre otras.
Su colega Ángel Cárdenas afirmó: "...nadie ha podido explicar el modo de cantar y expresar el tango de este extraordinario intérprete, ni el misterio de expresar con esa emisión vocal, buen manejo de la reserva de aire, voz sonora con una afinación y vibración perfecta, buena caja de resonancia, todo un fenómeno vocal, virtudes necesarias para ser un buen cantante. En ocasiones esto se perfecciona con estudio; pero en realidad es algo con lo cual se nace, como en el caso de Roberto, que nació para cantar".

“Dueño de un estilo propio y de una voz cálida y melodiosa …transitó con éxito durante varias décadas por los caminos de la temática ciudadana…supo escoger un repertorio que nunca desentonó con su estilo casi coloquial, su registro de tenor”.

El 24 de febrero de 1999 falleció en la Fundación Favaloro donde estaba internado. En 1997 había sido declarado "ciudadano ilustre de la Ciudad de Buenos Aires", y en 1998, había sido galardonado por la Sociedad Argentina de Autores y Compositores de Música (Sadaic) y declarado  "ciudadano ilustre de la cultura nacional". Desde 1949 estaba casado con Perla Benigna Lorenzo, con quien tuvo tres hijos: Roberto, Hugo y Daniel. 